# Alakkat S. Unnikrishnan
Alakkat S. Unnikrishnan ist ein indischer Klimawissenschaftler und Meereskundler.

## Leben
Unnikrishnan studierte Ozeanographie und Umweltwissenschaften an der Cochin University of Science and Technology in Kochi (M.Sc. 1978) und der Jawaharlal Nehru University in Neu-Delhi (M.Phil 1980) und wurde 1985 an der Université de Bretagne Occidentale in Brest promoviert.
Von 1985 an war er als Wissenschaftler (zuletzt als chief scientist) in der Abteilung für Physikalische Ozeanografie am National Institute of Oceanography in Goa tätig, bis er 2015 in den Ruhestand ging.

## Werk
In seiner Forschung beschäftigte sich Unnikrishnan vor allem mit der Modellierung der Gezeiten, Sturmfluten, und dem Zusammenhang von Klimawandel und dem Anstieg des Meeresspiegels. Er ist einer der Leitautoren des Kapitels über Meeresspiegeländerungen des Vierten und des Fünften Sachstandsberichts des Weltklimarates (IPCC).
2007 wurde er in die Kommission Mittlerer Meeresspiegel und Gezeiten (Commission on Mean Sea Level and Tides) der IAPSO berufen.

## Veröffentlichungen (Auswahl)
- Shankar, D., Vinayachandran, P.N., Unnikrishnan, A.S.: The monsoon currents in the north Indian Ocean(Review). In: Progress in Oceanography. Band 52, Nr. 1, 2002, S. 63–120, doi:10.1016/S0079-6611(02)00024-1.
- Unnikrishnan, A.S., Shankar, D.: Are sea-level-rise trends along the coasts of the north Indian Ocean consistent with global estimates? In: Global and Planetary Change. Band 57, Nr. 3–4, 2007, S. 301–307, doi:10.1016/j.gloplacha.2006.11.029.
- Nidheesh, A.G., Lengaigne, M., Vialard, J., Unnikrishnan, A.S., Dayan, H.: Decadal and long-term sea level variability in the tropical Indo-Pacific Ocean. In: Climate Dynamics. Band 41, Nr. 2, 2013, S. 381–402, doi:10.1007/s00382-012-1463-4.
- Church, J.A. et al.: Sea-level rise by 2100. In: Science. Band 342, Nr. 6165, 2013, S. 1445–1445, doi:10.1126/science.342.6165.1445-a (englisch).
- Church, J.A. et al.: Sea Level Change. In: T. F. Stocker et al. (Hrsg.): Climate Change 2013: The Physical Science Basis. Cambridge University Press, 2013, ISBN 978-1-107-66182-0, S. 1137 ff. (englisch, ipcc.ch [PDF] Contribution of Working Group I to the Fifth Assessment Report of the Intergovernmental Panel on Climate Change).